# 슈루팍

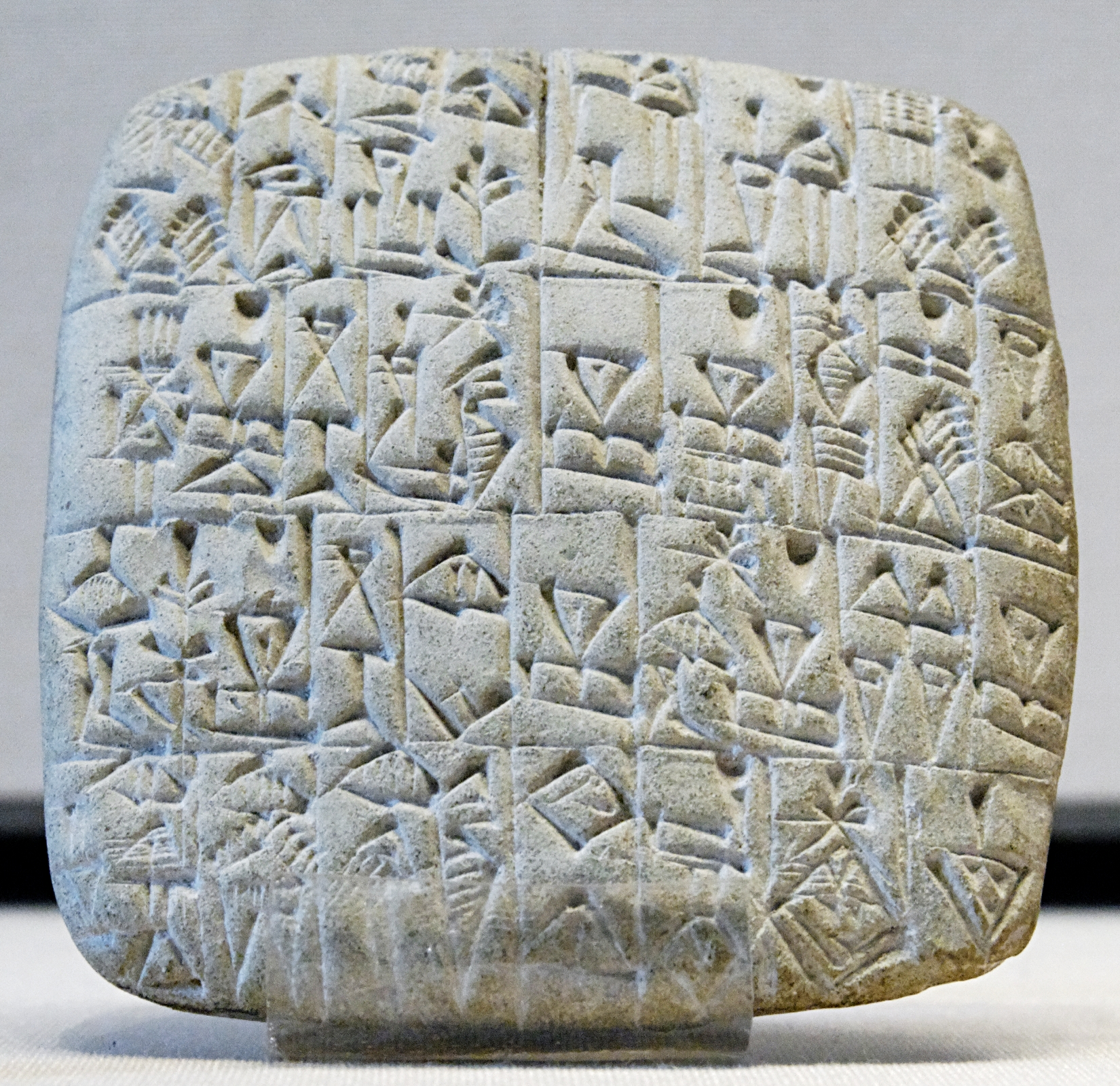

슈루팍(Shuruppak)은 고대 수메르의 도시로 쿠루팍(치유 장소)이라고도 불렀다. 슈루팍은 현대의 텔 파라인데, 현재 이라크 알라디시야 만의 유프라테스강 제방 위의 니푸르의 남쪽에 위치한다.
그것은 1902년 독일 오리엔트 주식회사에 의해 처음 발굴되었는데 1931년에는 펜실베니아 대학이 에릭 슈미트를 감독으로 추가의 6주동안의 슈루팍을 발굴하였다.
슈루팍은 수드(Sud)에 바쳐졌으며, 곡식과 공기의 여신인 닌릴이라 불렸다. 슈루팍은 곳간과 분배의 도시가 되었고 다른 수메르 도시보다 더 많은 창고(사일로)를 지녔다.
최초의 슈루팍에서 발굴된 층은 기원전 3000년경까지 거슬러 올라간다. 그곳은 기원전 2000년 직후에 버려졌다. 슈미트는 기원전 두 번째 천년 초기로 연대가 측정되는 야간의 도기와 하나의 이신-라르사 원통 봉인을 발견하였다. 표면 발견은 주로 초기 왕조의 것이었다.
수메르 왕목록의 WB-62판에 슈루팍의 두 왕이 언급되었다. 우바라-투투와 지우수드라가 그들이다. 지우수드라는 10년간 재위하였다 그는 이 왕 목록에 나오는 그의 부왕 수쿠르람의 다음이었는데 그는 8년간 지배하였다. 초기 왕조 1기의 초기에 슈루팍내에 고고학적으로 검증된 강의 범람이 있었다. 범람층 아래에 파괴된 층에서 다색의 도기의 연대가 초기 왕조 기간 바로 이전의 젬데트 나스르 시대까지 거슬러 올라간다.

## 같이 보기
- 길가메시 서사시

1. ↑  Hahn, Sandra E.; Fassbinder, Jörg W. E.; Otto, Adelheid; Einwag, Berthold; Al-Hussainy, Abbas Ali (2022). “Revisiting Fara: Comparison of merged prospection results of diverse magnetometers with the earliest excavations in ancient Šuruppak from 120 years ago”. 《Archaeological Prospection》 (영어) 29 (4): 623–635. doi:10.1002/arp.1878. ISSN 1099-0763.